# Epigynopteryx sabasaria
Epigynopteryx sabasaria är en fjärilsart som beskrevs av Charles Oberthür 1911. Epigynopteryx sabasaria ingår i släktet Epigynopteryx och familjen mätare. Inga underarter finns listade i Catalogue of Life.